# Catherine Baker
Catherine Baker (Lille, Francia, 16 de julio de 1947) es una escritora cercana al movimiento libertario.

## Biografía
Catherine Baker fue alumna del Colegio superior de periodismo de Lille y empezó ejerciendo la profesión de periodista antes de dedicarse a su obra literaria.

### Radio
En la línea de la escritora Christiane Rochefort (Les petits enfants du siècle, Encore heureux qu'on va vers l'été, Les enfants d'abord), Catherine Baker también ha producido numerosos programas radiofónicos en France Culture. En general, sus programas tratan temas en relación con la reclusión (prisiones, escuelas, hospitales psiquiátricos, etc.).

## Pensamiento

### Insumisión al colegio obligatorio
En su libro Insoumission à l'école obligatoire ("Insumisión al colegio obligatorio"), Catherine Baker critica el sistema educativo obligatorio y da la razón a los padres que han elegido la no escolarización de sus hijos: 

Cuando se manifestó el declive de la Iglesia, el Estado tuvo que encontrar urgentemente la forma de hacerse admitir en las mentes, y esto de forma tan totalitaria como la Iglesia lo había conseguido.

### Prisión
Su libro Pourquoi faudrait-il punir? ("¿ Por qué habría que castigar?") está consagrado a la abolición del derecho penal y  de las prisiones. Buscó una editorial que aceptara colgar en la web el texto integral en paralelo con una edición en papel de bajo coste.

## Citas
Una cita de Catherine Baker: "La única lucha profundamente útil que hay que llevar a cabo no es contra la autoridad, sino contra la sumisión. Sólo ahí, el poder, sea cual sea, sale perdiendo.".
"Los intelectuales, que saben que son unos privilegiados, albergan la esperanza de una escuela en la que se respetaría mejor la igualdad de oportunidades: están de acuerdo en que todo el mundo sea rico e instruido. Lo que no quieren es que su parte del pastel sea más pequeña. [...] Toda esta gente de izquierdas, a menudo cínica, sabe muy bien que los programas políticos no pueden proponer una enseñanza no obligatoria, ya que la izquierda como la derecha necesita reproducir sus propias capas sociales, según su jerarquía propia. Tiene sus creencias que debe transmitir como puede".
Con Christiane Rochefort sobre la colonización de las mentes y de los corazones : Se ocupa a los niños como se ocupa un país.

## Principales obras
- 1978: Les contemplatives, des femmes entre elles, éd. Stock
- 1982: Balade dans les solitudes ordinaires, éd. Stock
- 1985: Insoumission à l'école obligatoire, éd. Bernard Barrault, reeditado en 2006 por Tahin Party, texto completo
- 1988: Les cahiers au feu, éd. Bernard Barrault
- 1995: L'abolition de la prison, Éditions du Ravin bleu (texto leído en el Congreso abolicionista de Ámsterdam en junio de 1985)
- 1996: Inès de Castro ou Votre Souveraine Présence, Théâtre de l’Enjeu
- 2004: Pourquoi faudrait-il punir? Sur l’abolition du système pénal, éd. Tahin Party, lire en ligne